# Aloomba
Aloomba is een geslacht van vliesvleugeligen uit de familie Torymidae. De wetenschappelijke naam van dit geslacht is voor het eerst geldig gepubliceerd in 1921 door Girault.

## Soorten
Het geslacht Aloomba is monotypisch en omvat slechts de volgende soort:
- Aloomba calcaris Girault, 1921